# 日向寺塁
日向寺 塁（ひゅうがじ るい、1987年11月22日 - ）は、日本のプロレスラー。

## 経歴
2007年6月16日、みちのくプロレス矢巾町民総合体育館大会の対フジタ"Jr"ハヤト戦でデビュー。
2010年11月、ヒールユニット「九龍」に加入。
2011年5月8日、ザ・グレート・サスケに勝利して東北ジュニアヘビー級王座を獲得。
2012年1月、九龍が解散した後、ヒールユニット「阿修羅」に加入。
2017年3月20日、南野タケシとヒールユニット「SUPER STARS」を結成。9月16日、日高郁人&藤田ミノル組に勝利して郡司歩と共に東北タッグ王座とUWA世界タッグ王座を獲得。
2019年5月19日、獅子王&赤獅子組との王座決定戦に勝利して郡司と共に酒田港インターコンチネンタルタッグ王座を獲得。9月22日、川村興史との王座決定戦に勝利してPWLL無差別級王座を獲得。

## 得意技
ムーンサルトプレス
ダイビングエルボードロップ
ゴリークラッシュ
ゴリーボムと同型。
ジャーマンスープレックス
スピアー

## 入場曲
- Spitfire（The Prodigy）
- アフリカンシンフォニー

## タイトル歴
- 東北ジュニアヘビー級王座
- 東北タッグ王座
- みちのくふたり旅優勝
- PWLL無差別級王座
- UWA世界タッグ王座
- 酒田港インターコンチネンタルタッグ王座